# Louisiana Museum of Modern Art
Il Louisiana Museum of Modern Art è un museo situato ad Humlebæk sulla costa dell'Øresund nel comune di Fredensborg, 35 chilometri a nord di Copenaghen, Danimarca.

## Descrizione
È il museo d'arte più visitato della Danimarca, con un'ampia collezione d'arte moderna e contemporanea che va dalla seconda guerra mondiale a oggi, compreso un giardino di sculture.
Il museo, che programma anche molti eventi ed esposizioni temporanee, è considerato una delle pietre miliari dell'architettura moderna danese, per la sua sintesi armoniosa tra opere d'arte, architettura e paesaggio.
Fu fondato nel 1958 da Knud W. Jensen, e progettato dagli architetti Wilhelm Wohlert e Jørgen Bo.
Il museo è incluso nel libro di Patricia Schultz 1.000 luoghi da vedere nella vita.